# Смоленское Поозерье
Смоленское Поозерье — национальный парк в европейской части России, в северо-западной части Смоленской области, на территории Демидовского и Духовщинского районов. Имеет статус биосферного резервата под эгидой ЮНЕСКО. Администрация находится в посёлке Пржевальское.

## История
Национальный парк «Смоленское Поозерье» был создан 15 апреля 1992 года. Создание парка преследовало цели сохранения девственных широколиственно-темнохвойных лесов, изучения флоры и фауны региона, обеспечения использования возобновляемых природных ресурсов в природо-охранных и рекреационных целях. По форме территория парка напоминает ромб с диагоналями 50 км с севера на юг и 55 км с запада на восток. Своим названием парк обязан большому количеству озёр.
В 1993 году был создан научно-технический совет парка.
В 1995 году парк принял активное участие в международной акции «Марш парков» и стал одним из его победителей.
В 1998 году парк принят в Федерацию природных и национальных парков Европы «Европарк».
В 2002 году национальный парк принят в число биосферных резерватов программы ЮНЕСКО «Человек и биосфера».
Поначалу администрация национального парка находилась в посёлке Подосинки, а в 2000 г. переехала в Пржевальское.

## Символика
До 2023 года национальным парком применялся логотип в виде лебедя, взлетающего с глади озера. В 2023 году произошел пересмотр логотипа: белый лебедь и дескриптор такого же цвета приобрели ориентацию окружности.

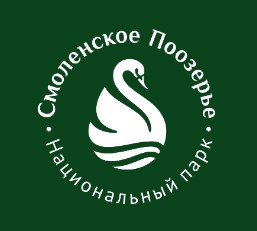
Новый логотип «Смоленского Поозерья»

## Описание территории

### Природная зона
Расположение ООПТ в пределах природной зоны и подзоны — зона смешанных лесов, подзона южной тайги.*
Официальный источник

### Климат
Климат парка, в целом, умеренно континентальный, характеризуется хорошо выраженными сезонами. Проникающие с циклонами влажные воздушные массы с Атлантики зимой вызывают ослабление морозов и снегопады, летом — снижение температуры и дожди. Арктические массы вызывают зимой резкое похолодание, а летом сильное прогревание поверхности.

### Водоёмы
Территория парка относится к бассейну реки Западной Двины. На территории парка находится более 35 озёр, большинство из них — ледникового происхождения. Самые крупные озёра: Сапшо, Баклановское, Ельша, Рытое, Дго, Петраковское, Лошамьё, Вервижское, Святец, Чистик. Все озёра довольно разные, одно не похоже на другое. Н. И. Рыленков писал о них:
Кто хоть раз побывал на этих озёрах, тот никогда не спутает их. Каждое из них отличается от другого не только по форме, но даже по цвету, вкусу и запаху воды.
Н. И. Рыленков. На озере Сапшо. — М.: Изд-во «Советская Россия», 1966. — С. 72—73
Наиболее крупные реки:

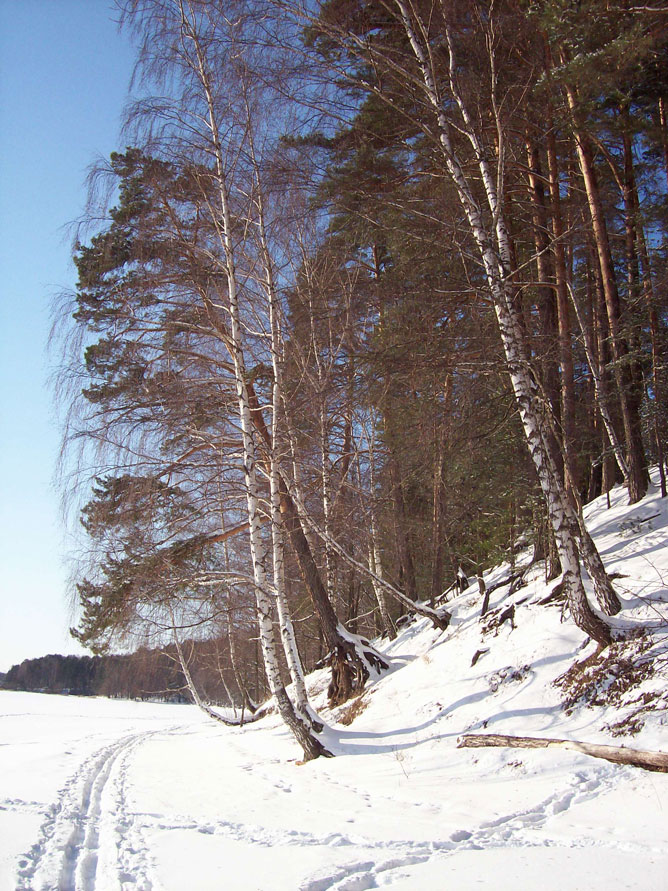
Зимой в национальном парке на берегу озера Сапшо

- р. Ельша: источник — озеро Петраковское (Демидовский район). Длина реки в пределах района — ≈ 59 км.
- р. Гобза: источник реки находится в 15 км от с. Вердино (Духовщинский район). Длина реки в пределах района — ≈ 59 км (общая — 95 км).
- р. Половья: источник оз. Рытое (Демидовский район). Длина реки — ≈ 36 км.
- р. Каспля: источник оз. Каспля (Смоленский район). Длина реки в пределах района — ≈ 27 км (общая — 136 км). Реки без сильных перекатов и порогов.

Наиболее крупные озера:
- оз. Сапшо: площадь озера — 304 га, максимальная глубина — 18,6 м; имеется 6 островов.
- оз. Дго: площадь озера — 234 га, максимальная глубина — 17,5 м; имеется 3 острова.
- оз. Рытое: площадь озера — 178 га, максимальная глубина — 22,5 м; имеется 2 острова.
- оз. Баклановское: самое глубокое озеро Демидовского района и Смоленской области — максимальная глубина 33 м, средняя — 8,9 м. 1 остров

Болота:
На территории района 63 торфоболота, их общая площадь — 6,3 тыс. га (2,5 %). Наиболее крупные из них: Пелышевский мох, Лопатинский мох и Вервижский мох.

### Почвы
Почвенный покров национального парка отличается сложностью почвенного покрова за счет расположения в краевой зоне валдайского оледенения, (следовательно, высока мозаичность почвообразующих пород), контрастами в увлажнении биоценозов озерных низин и озовых гряд, положением в переходной области между лесными биомами с участием широколиственных, хвойных и мелколиственных пород. Кроме того, территория нацпарка длительное время подвергалась разнообразным антропогенным воздействиям . Среди природных почв под хвойными лесами наиболее широко распространены подзолы, подбуры и грубогумусовые почвы отдела органо-аккумулятивных. Среди антропогенно-преобразованных почв преобладают дерново-подзолистые постагрогенные.
Песчаные отложения послужили основой для формирования подзолов и подбуров. На суглинистых отложениях распространены дерново-подзолистые почвы. На органогенных отложениях формируются торфяные (преимущественно торфяные олиготрофные, реже - торфяные эутрофные при небольшом количестве торфяных мезотрофных почв) и перегнойные почвы.

### Рельеф и ландшафт
Восточно-Европейская равнина. Сильно расчлененный рельеф местности — холмы, камы, озы, конечно-моренные гряды, озерные котловины, речные долины с небольшими абсолютными и относительными высотами благоприятны для развития различных видов рекреации как зимой, так и летом.
Минимальная высота — 163,3, Максимальная высота — 248,5
Ландшафт Слободской моренно-зандровой возвышенности, занимающий западную и центральную части парка — отличительной особенностью является заметно выраженная сложность и пестрота литогенной основы. Значительное распространение здесь имеют мелко-средне-и крупнохолмистые равнины, с различного генезиса котловинами, ложбинами стока ледниковых вод. На отдельных участках ландшафта широко представлены слабоволнистые, местами бугристые зандровые равнины, камы, озовые гряды. Последние в ряде мест образуют с озерными котловинами сложные грядово-котловинные комплексы. Наиболее выражены такие комплексы возле с. Бакланово, д. Никитенки, пос. Пржевальское.
Ландшафт Ельшанско-Свитской озерно-ледниковой и зандрово-моренной низины — Занимает основную территорию восточной части парка — отличается также значительной мозаичностью литогенной основы, но обусловленной в большой мере частой сменой озерно-ледниковых и других отложений, и лишь в отдельных местах (по р. Василевке, вблизи оз. Мохань, по бортам Духовщинской возвышенности) значительна пестрота рельефа. Его относительно пониженному положению способствует приуроченность к тектонической структуре третьего порядка — Свитской депрессии. Коренные породы, представленные девонскими известняками, доломитами, глинами, перекрыты здесь толщей четвертичных отложений, мощность которых изменяется чаще от 40 до 80 м. В пределах рассматриваемой территории валдайский ледник не отличался активностью, так как его движению препятствовала Духовщинская возвышенность. По всей видимости, здесь он распался на глыбы «мертвого» льда, с которыми связано образование озовых гряд, камов и маломощных морен. Мощность морены валдайского ледника составляет местами 2-2,5 м, иногда она размыта полностью. Часто морена перекрыта тонким слоем супеси или песка.
Холмисто-моренная равнина, где облик ландшафта в целом более однообразный и менее выразительный. В южной части ландшафта преобладают зандровые равнины — ландшафт отличается относительно высокой горизонтальной расчлененностью территории (0,6-0,62 км/км2) и заметным преобладанием склоновых поверхностей. Около 30-40 % площади распахиваемых земель имеют здесь крутизну склонов более 2°. Ландшафт дренируют наиболее крупные реки парка — Ельша и Половья, связанные с основными его озерами, отражающими наиболее крупную в области Слободскую группу озер. Площадь озер этой группы составляет примерно 20 % площади всех озер области. Для ландшафта характерна высокая залесенность; сельскохозяйственные угодья сохранились в небольшом количестве лишь вблизи населенных пунктов, в основном в его центральной части.

## Биосфера

### Флора и растительность
Большая часть парка (74 %) покрыта лесами.
Охране подлежат коренные старовозрастные леса (359 га). Основная лесообразующая порода — ель (16 %). Преобладают еловые и елово-широколиственные леса (липа, дуб, клён). Также представлены березняки. Всего на территории парка насчитывается 880 видов сосудистых растений.
Обнаружены 65 видов растений, занесенных в Красную книгу Смоленской области, из которых 10 видов занесены в Красную книгу России.

### Фауна и животный мир
Фауна представлена 10 видами земноводных, 5 видами рептилий, 205 видами птиц, 57 видами млекопитающих.
Обнаружены 26 видов птиц и 6 видов млекопитающих, занесенных в Красную книгу Смоленской области, из которых 18 видов птиц занесены в Красную книгу России.

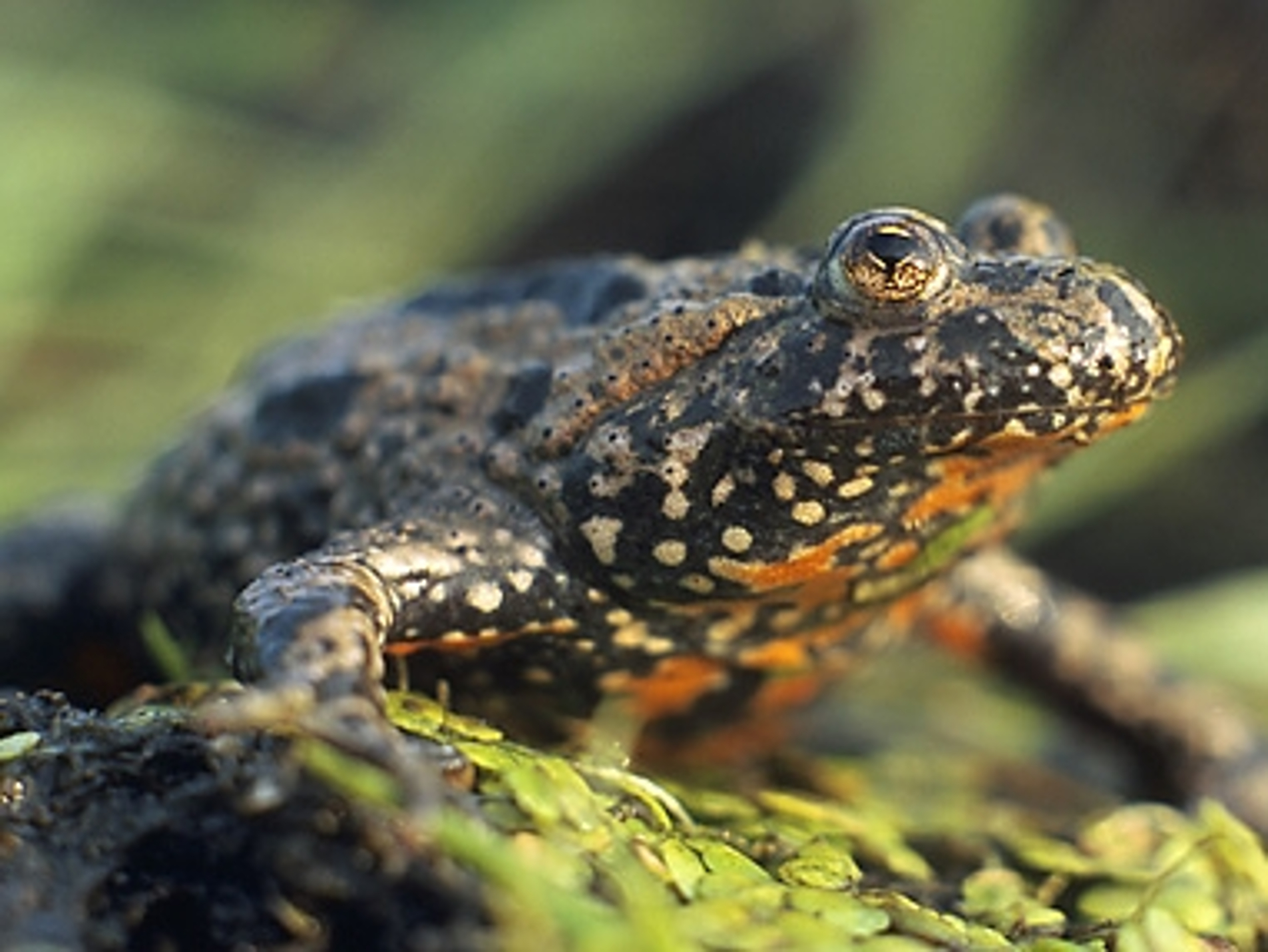
Жерлянка краснобрюхая

### Земноводные
Отряд хвостатые
- Тритон гребенчатый (Triturus cristatus)

Отряд бесхвостые
- Жерлянка краснобрюхая (Bombina bombina)

### Млекопитающие
Отряд грызуны
- Летяга (Pteromys volans)

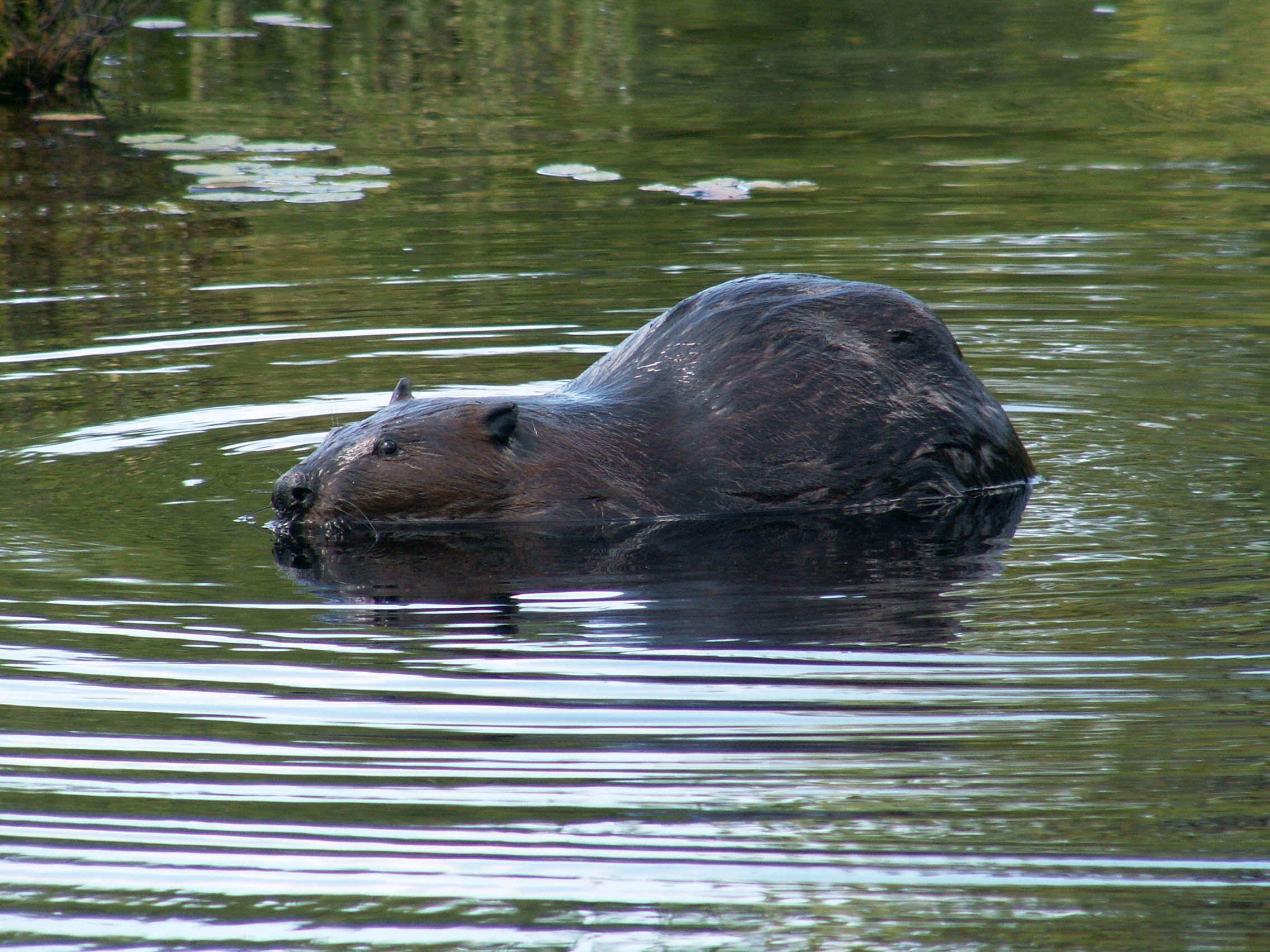
Бобр речной

- Белка обыкновенная (Sciurus vulgaris)
- Бобр речной (Castor fiber)
- Лесная соня (Dryomys nitedula)
- Соня орешниковая (Muscardinus avellanarius)
- Мышовка лесная (Sicista betulina)
- Мышь-малютка (Micromys minutus)

Отряд хищные
- Норка европейская (Mustela lutreola)
- Выдра (Lutra lutra)

Отряд Рукокрылые
- Вечерница рыжая(Nyctalus noctula)
- Ушан бурый (Plecotus auritus)

### Птицы
Отряд гусеобразные
- Пискулька (Anser erythropus)

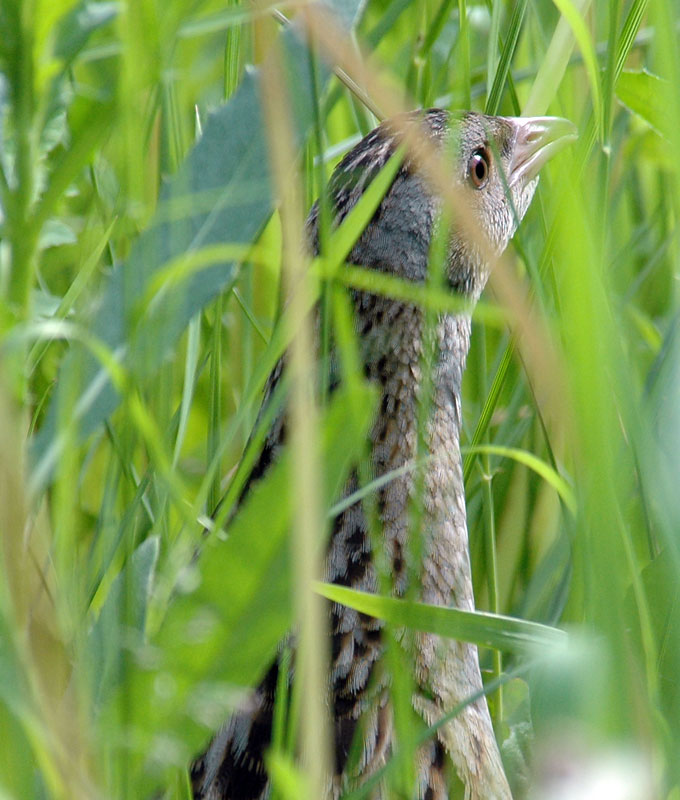
Коростель в зарослях травы

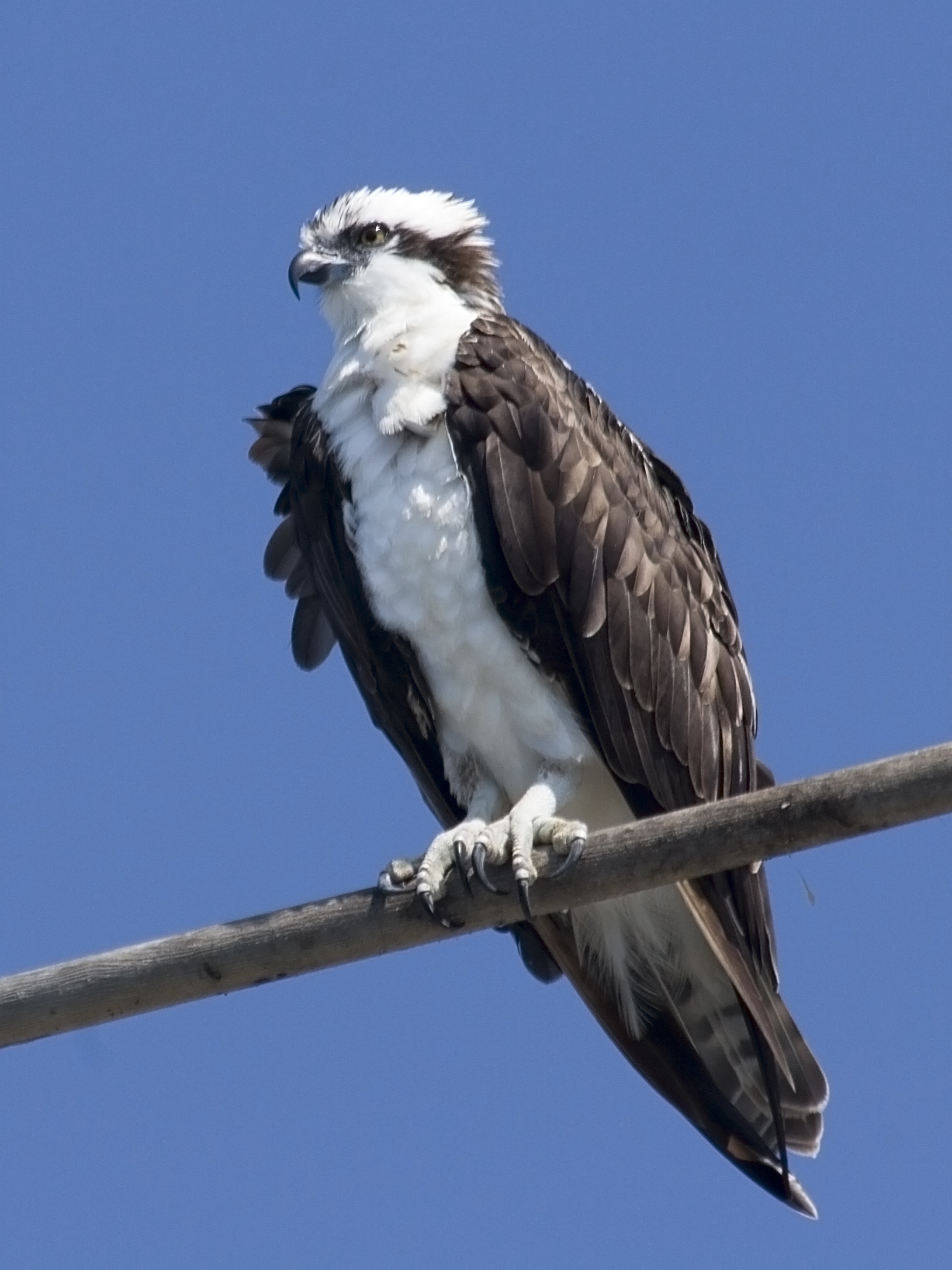
Скопа

- Белоглазая чернеть (Aythya nyroca)

Отряд соколообразные
- Степной лунь (Circus macrourus)
- Большой подорлик (Aquila clanga)
- Орлан-белохвост (Haliaeetus albicilla)

Отряд журавлеобразные
- Коростель (Crex crex)

Отряд ржанкообразные
- Дупель (Gallinago media)

### Костные рыбы
- Кумжа (Salmo trutta)
- Обыкновенный подкаменщик (Cottus gobio)

### Птицы
- Чернозобая гагара (Gavia arctica)
- Чёрный аист (Ciconia nigra)
- Пискулька (Anser erythropus)
- Белоглазая чернеть (Aythya nyroca)
- Скопа (Pandion haliaetus)
- Степной лунь (Circus macrourus)
- Змееяд (Circaetus gallicus)
- Большой подорлик (Aquila clanga)
- Малый подорлик (Aquila pomarina)
- Беркут (Aquila chrysaetos)
- Орлан-белохвост (Haliaeetus albicilla)
- Сапсан (Falco peregrinus)
- Среднерусская белая куропатка (Lagopus lagopus rossicus)
- Южная золотистая ржанка (Pluvialis apricaria apricaria)
- Большой кроншнеп (Numenius arquata)
- Филин (Bubo bubo)
- Европейский средний дятел (Dendrocopos medius medius)
- Обыкновенный серый сорокопут (Lanius excubitor excubitor)

### Насекомые
- Мнемозина (Parnassius mnemosyne)

### Моллюски

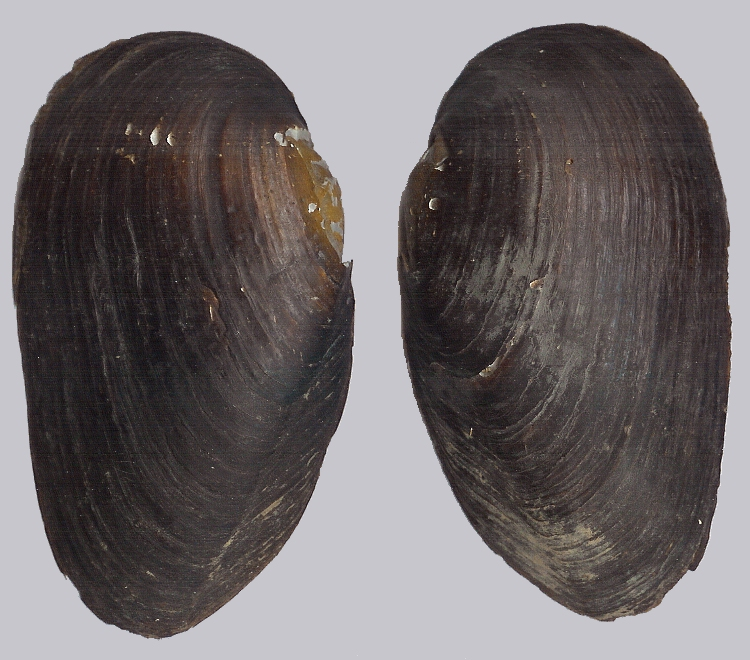
Европейская жемчужница

- Европейская жемчужница (Margaritifera margaritifera)

### Растения
- Полушник озёрный (Isoetes lacustris)
- Пыльцеголовник длиннолистный (Cephalanthera longifolia)
- Пыльцеголовник красный (Cephalanthera rubra)
- Башмачок настоящий (Cypripedium calceolus)
- Ятрышник мужской (Orchis mascula)
- Ятрышник шлемовидный (Orchis militaris)
- Ятрышник обожжённый (Orchis ustulata)
- Пальчатокоренник балтийский (Dactilorhiza baltica)
- Пальчатокоренник Траунштейнера (Dactilorhiza traunsteineri)
- Сверция многолетняя (Swertia perennis)
- Водяной орех (Рогульник) (Trapa natans)

## Туристические маршруты
Национальный парк предлагает ряд туристических маршрутов в окрестностях посёлка Пржевальское, проводит культурные мероприятия (Марш парков, фестивали бардовской песни и др.), а также участвует в экологическом просвещении школьников. Деятельность парка во многом увеличивает интерес туристов к этому краю. На юго-западном берегу озера Сапшо находятся смотровая площадка и стоянки туристов. Там часто размещаются детские и юношеские лагери.
На территории парка находится 77 археологических памятников. Среди них — детинец древнерусского города Вержавск, стоянки каменного века, поселения, городища, селища, могильники. Археологический комплекс древнерусского города Вержавск и курганный могильник (31 насыпь) VIII—XIII веков близ деревни Аносинки имеют статус памятников федерального значения. Имеется 93 памятника истории: мемориальные комплексы, мемориальные места (включая сохранившиеся военные укрепления, места сражений, захоронения, связанные с событиями Великой Отечественной войны), памятники архитектуры. Открыты музеи: дом-музей путешественника Н. М. Пржевальского и Музей партизанской славы (в посёлке Пржевальское), частный музей берёсты в деревне Аносинки, частный музей-вернисаж «Наедине с деревом» в деревне Боровики. Действуют две церкви — в посёлке Пржевальское (1782 года постройки) и в деревне Бакланово. Сохранилось несколько полуразрушенных храмов, 4 святых источника с купальнями. От крестьянско-фермерского хозяйства в деревне Шугайлово до деревни Сокорево, где находится святой источник Параскевы Пятницы, проходит экологическая тропа «Преданья старины глубокой», ключевым стержнем которой стала история и художественная реконструкция ряда объектов — сторожевых башен, капища с деревянным идолом на территории древнего городища.

## Научная деятельность
Национальный парк имеет также важное значение для науки . Научный совет парка взаимодействует с учеными Смоленского Государственного и других вузов страны.
Национальный парк развернул обширную эколого-просветительскую деятельность, занимается благоустройством территории, разрабатывает туристические маршруты. Самое главное направление работы парка — природоохранное. В информационном центре национального парка проходят выставки художественной и исторической направленности.
Фотографии с пейзажами сухих корягами причудливой формы в урочище Матиськи на территории биосферного резервата  публиковались в National Geographic.

## Национальный парк в Интернете
Помимо официальных пабликов «Смоленского Поозерья» в социальных сетях, существует большое количество сообществ, посвященных национальному парку, на разных платформах. Крупнейшая группа — «Неизвестное Поозерье» на платформе ВКонтакте, число подписчиков которой превышает 7000. Администраторы паблика открывают природу национального парка с неожиданной стороны, а также активно поддерживают природоохранную и социальную повестку с позиций конструктивной критики.

## Критика проекта
Протестные настроения посетителей и жителей территории национального парка вызывают необходимость оформления разрешения на посещение. При том, что в федеральном законе сформулировано отсутствие необходимости оформления документа для местных жителей, национальный парк обязывает всех посетителей носить с собой подтверждающие документы.
В 2022 году в связи с реформой уборки мусора территорию национального парка постиг мусорный кризис.